# Helenowo (województwo pomorskie)
Helenowo – kolonia kociewska w Polsce położona w województwie pomorskim, w powiecie starogardzkim, w gminie Starogard Gdański.
W latach 1975–1998 miejscowość administracyjnie należała do województwa gdańskiego.
Inne miejscowości o nazwie Helenowo: Helenowo, Helenów